# Herb Douglas
Herbert Paul "Herb" Douglas Jr, född den 9 mars 1922 i Pittsburgh i Pennsylvania, död den 22 april 2023 i Pittsburgh i Pennsylvania, var en amerikansk friidrottare som tävlade i längdhopp.
Douglas tog brons vid olympiska sommarspelen 1948 i London.

## Uppväxt
Douglas växte upp i stadsdelen Hazelwood i Pittsburgh. I high school utövade han bland annat friidrott och basket. Han var den första afroamerikanen någonsin i skolans basketlag och hans lagkamrater vägrade att passa bollen till honom. När han var 14 år gammal mötte han Jesse Owens, som en kort tid dessförinnan hade vunnit fyra guldmedaljer vid OS 1936 i Berlin. Owens var en stor idol för Douglas.

## Karriär
Douglas fick via ett stipendium plats på Xavier University of Louisiana i New Orleans, där han representerade universitetets idrottsförening Xavier Gold Rush, men efter ett par år slutade han för att hjälpa till i faderns bilverkstad hemma i Pittsburgh. 1945 började han i stället att studera vid University of Pittsburgh och tävlade för universitetets idrottsförening Pittsburgh Panthers i både friidrott och amerikansk fotboll. Han och två lagkamrater var de första afroamerikanerna någonsin i universitetets lag i amerikansk fotboll.
Douglas blev 1945 amerikansk mästare utomhus med ett hopp på 7,32 meter. Två år senare blev han amerikansk mästare inomhus på 7,44 meter.
Douglas kvalificerade sig för OS 1948 i London genom att komma tvåa i de amerikanska OS-uttagningarna på 7,69 meter, vilket var hans längsta hopp under karriären. I OS hoppade han som bäst 7,545 meter, vilket räckte till brons. Han var bara en centimeter bakom silvermedaljören Theo Bruce från Australien. Vann gjorde Douglas landsman Willie Steele på 7,825 meter.
Douglas blev amerikansk inomhusmästare för andra gången 1949, med ett hopp på 7,60 meter.

## Efter karriären
Douglas tog masterexamen vid University of Pittsburgh 1950. Han ville jobba som tränare inom skolans värld, men kunde inte få ett sådant jobb som afroamerikan. I stället började han arbeta som säljare på ett bryggeri. 1963 flyttade han till Philadelphia och började arbeta på ett företag i vin- och spritbranschen. Där blev han så småningom befordrad till vicepresident och var en av de första afroamerikanerna att nå en så hög position på ett företag som var verksamt i hela USA. Han arbetade för företaget i 30 år innan han pensionerade sig.
Douglas var 1980 med och grundade en organisation kallad International Amateur Athletic Association (IAAA). Organisationen delade ut pris till de bästa amatöridrottarna i världen och bland pristagarna fanns Greg Louganis, Mary Decker-Slaney, Edwin Moses och Roger Kingdom. Douglas var samhällsengagerad och var med och skapade ett pris kallat Jesse Owens Global Award for Peace, som bland annat tilldelades Kofi Annan, George H.W. Bush och Nelson Mandela.
Douglas var mycket engagerad i University of Pittsburgh och var under många år med i universitetets styrelse.
2019 publicerades en biografi över Douglas, Launched: The Life of Olympian Herb Douglas, skriven av Anne Madarasz.
Douglas fyllde 100 år den 9 mars 2022 och var då fortfarande vid god vigör.

## Död
Douglas avled den 22 april 2023, vid 101 års ålder. Han var före sin död den äldsta levande amerikanska OS-medaljören.

## Privatliv
Douglas var gift och hustrun hette Minerva. Han hade en dotter, Barbara, och en son, som hette Herbert liksom Douglas själv.

## Personliga rekord
- Längdhopp – 7,69 meter (9 juli 1948 i Evanston)